# Szaad al-Hárszí
Szaad Misal al-Hárszí (arabul: سعد مشعل الحارثي; Rijád, 1984. február 3. –) szaúd-arábiai válogatott labdarúgó.

## Pályafutása

### Klubcsapatban
2004 és 2011 között az En-Naszr csapatában játszott. 2005 és 2006 között az El-Áttihád játékosa volt kölcsönben. 2011 és 2013 között az El-Hilál labdarúgója volt.

### A válogatottban
2004 és 2010 között 44 alkalommal játszott a szaúd-arábiai válogatottban és 9 gólt szerzett. Részt vett a 2006-os világbajnokságon, és a 2007-es Ázsia-kupán, ahol ezüstérmet szerzett.

## Sikerei, díjai
Szaúd-Arábia
- Ázsia-kupa döntős (1): 2007